# Trycherus avus
Trycherus avus is een keversoort uit de familie zwamkevers (Endomychidae). De wetenschappelijke naam van de soort werd in 1957 gepubliceerd door Strohecker.